# Tryptophanase
En enzymologie, une tryptophanase est une lyase qui catalyse la réaction chimique :
L-tryptophane + H2O  {\displaystyle \rightleftharpoons }  indole + pyruvate + NH3.
Cette enzyme intervient dans la production d'indole par désamination du tryptophane, un acide aminé protéinogène.

## Microbiologie
La production d'indole fait partie des réactions classiques utilisées en microbiologie pour classer les bactéries.

### Technique
Le milieu le plus utilisé est le milieu "Urée-Indole" qui devrait être appelé Urée-Tryptophane. Il contient de l'urée, du tryptophane, du rouge de phénol et de l'eau. Il est utilisé pour trois recherches, la présence d'une uréase, la présence d'une tryptophane désaminase (TDA), la présence d'un tryptophanase. Il est ensemencé richement à partir d'une suspension en eau stérile ou directement à partir de colonies sur milieu solide.
Après 24 heures d'incubation environ, est réalisée la lecture directe de l'uréase avant l'addition des réactifs, le réactif de Kovacs pour la recherche de l'indole et le chlorure de fer III pour la recherche de la TDA. Le réactif de Kovacs est en solution dans un solvant organique (pentan-1-ol) moins dense que l'eau : il forme donc à la surface un anneau qui devient rouge en présence d'indole et reste jaunâtre sinon.
L’utilisation d'une galerie api20 E permet aussi la lecture de la production d'indole avec le réactif de Kovacs ou le réactif de James. Le milieu ne contient que du tryptophane.

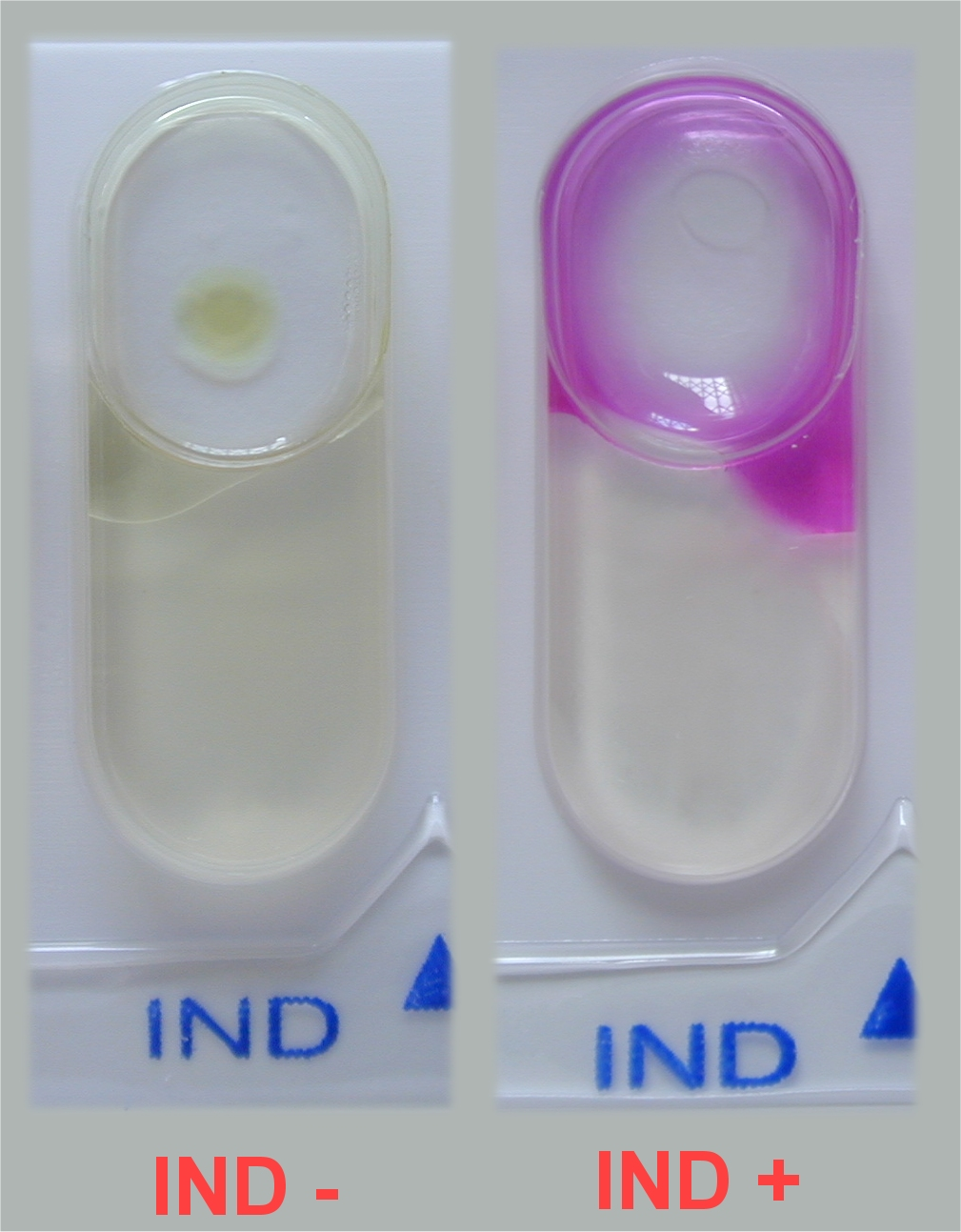
Résultats + et - de la production d'indole (Pascal Fraperie).

### Résultats
Parmi les Entérobactéries lactose +, c'est Escherichia coli qui est la plus célèbre productrice d'indole. D'autres en produisent comme Klebsiella oxytoca.